# Бохан, Владимир Иванович
Владимир Иванович Бохан (28 марта 1950, Чадыр-Лунга) — российский композитор и музыкант.

## Биография
Родился в семье музыкантов (четвёртое поколение). Первое сочинение «Песня о маме» написал в 12 лет.
В 1977 году окончил музыкально-педагогический факультет Одесского государственного педагогического института им. К. Д. Ушинского:  хоровое дирижирование (класс профессора Веры Николаевны Луговенко), фортепьяно (класс профессора Раисы Абрамовны Верхолаз). Брал уроки композиции в Одесской государственной консерватории им. А. В. Неждановой у А. И. Воронина. Работал в Артеке музыкальным руководителем с 1977 по 1980 год. В этот период преподавал фортепьяно в детской музыкальной школе и в педагогическом училище в г. Ялта. С 1980 года композитор проживает в г. Железнодорожный Московской области.
Основное место в творчестве В.Бохана занимают песни, романсы на стихи А.Пушкина, М.Лермонтова, поэтов Серебряного века и современных поэтов, детские и духовные песни. Немалое место занимает военно-патриотическая тематика, а также инструментальная музыка для фортепьяно, скрипки, домры, саксофона и инструментальный квартет в старинном стиле.
Романсы и песни В.Бохана исполняют: заслуженная артистка России Нина Высокинская, заслуженная артистка России Лидия Трофимова, заслуженный артисты России Николай Гусев, Наталья Синявская, Алёна Лелекова, Татьяна Бабурина, В.Лазня, руководитель и солист коллектива «Благовест» Денис Андигиров, хор мальчиков студии «Пионерия» им. Г. А. Струве, народный коллектив «ГАРМОНИЯ»- художественный руководитель Н.Еван.
Владимир Бохан является лауреатом Всероссийского конкурса композиторов, обладателем серебряной медали Фонда им. П. И. Чайковского, лауреатом конкурса им. Николая Рубцова.

## Творчество
Сочинения
- нотные альбомы:
  - «Последняя любовь» 20 романсов на ст. Ф. И. Тютчева к 200-летию со дня рождения. 2003
  - «Друзья, я с вами» песни на стихи Э.Асадова, Москва 2005
  - «Музыка детства» фортепьянные пьесы для детей младших классов ДМШ, Москва 2005
  - «Песни для детей и юношества», Москва 2006
  - Альбом для фортепьянных пьес, для флейты, домры и скрипки, Москва 2006
  - «Память — колокол вечный» песни военно-патриотической тематики, Москва 2006
  - «Романсы и песни на стихи поэтов СЕРЕБРЯНОГО ВЕКА», Москва 2007
  - «В лучах Надежды и Любви» сборник посвящён православной теме, Москва 2008
  - «Музыка души» песни и романсы на ст. И.Шаховой, Москва 2008
  - «Я — Одессит» Песни об Одессе, 2009
  - «Любви прекрасная пора» сборник песен и романсов, 2010
  - «Я помню время золотое!» песни и романсы на стихи Ф.Тютчева, 2011, третье издание

Наиболее известные песни
- Никогда ни о чём не жалейте, стихи — Андрей Дмитриевич Дементьев
- А мне приснился сон, что Пушкин был спасён, стихи — Андрей Дмитриевич Дементьев
- Молитва, стихи — И.Шахова
- Цыганка, стихи — И.Шахова
- Поклонная гора, стихи — Валентин Уралов
- Старый скрипач, стихи — Валентин Уралов
- Ой ты карта, стихи — Валентин Уралов
- Подольские курсанты, стихи — В.Семернин
- Помолимся друг о друге, стихи — В.Коростелёва
- Подмосковные туманы, стихи — В.Коростелёва
- Берёзы, стихи — Николай Рубцов
- Усатый-полосатый, детская песня, стихи — В.Любезнов
- Похвала Серафиму Саровскому, стихи — протоиерей В.Бороздинов
- Баллада о рыжей дворняге, стихи — Эдуард Асадов
- Дикие гуси, стихи — Эдуард Асадов
- Не уходи из сна моего, стихи — Эдуард Асадов
- Последняя любовь, романс, стихи — Фёдор Тютчев
- Рассвет, стихи — Фёдор Тютчев
- Весенняя гроза, стихи — Фёдор Тютчев
- Два рыцаря, романс, стихи — А. Пушкин
- Воспоминание, стихи — Андрей Белый
- Мой милый, что тебе я сделала, стихи — Марина Цветаева
- Над рекой, стихи — Валентин Уралов
- Родники, стихи — Валентин Уралов
- Любви прекрасная пора, стихи — Валентин Уралов